# Невідомий, якого знали всі
«Невідомий, якого знали всі» — радянський художній чотирисерійний телефільм 1972 року, знятий на студії «Укртелефільм».

## Сюжет
Головний герой картини — людина, яка в роки Великої Вітчизняної війни брала участь в київському підпіллі, і була звинувачена потім у співпраці з гестапо. Вона доводить свою невинність і викриває справжнього зрадника Батьківщини.

## У ролях
- Петро Глєбов — Олексій Савчук
- Володимир Дружников — Дедович
- Клара Лучко — Анна Ліберс, радянська розвідниця, впроваджена в гестапо
- Андрій Файт — епізод
- Юрій Саранцев — майор КДБ
- Іван Переверзєв — полковник КДБ
- Євген Весник — епізод
- Володимир Ємельянов — епізод
- Станіслав Чекан — Шульга
- Софія Павлова — епізод
- Станіслав Бородокін — Валерій
- Тетяна Глєбова — епізод
- Михайло Тягнієнко — епізод
- Лідія Чащина — Кислова
- В'ячеслав Воронін — епізод
- Михайло Кузнецов — епізод
- Наталія Гебдовська — секретар редакції

## Знімальна група
- Режисери — Володимир Луговський, Т. Тарнопольський
- Оператори — Олександр Суський, Микола Ілюшин
- Композитор — Євген Зубцов